# Cmentarz żydowski w Chojnowie
Cmentarz żydowski w Chojnowie – kirkut w latach czterdziestych XX stulecia przeszedł na własność Zrzeszenia Żydów w Niemczech. Wówczas jego teren wynosił 727 metrów kwadratowych. W 1943 roku kupno nekropolii zaproponowano burmistrzowi Chojnowa. Nieruchomość wyceniono jedynie na 218,10 marek, co spowodowane było brakiem dojazdu do kirkutu. W styczniu 1944 roku miasto Chojnów zostało właścicielem nekropolii żydowskiej.
W latach pięćdziesiątych XX wieku nad nekropolią opiekę sprawowała kongregacja.